# Rivière Plate (petite rivière Rimouski)
Pour les articles homonymes, voir Rivière Plate.
La rivière Plate coule dans la région administrative du Bas-Saint-Laurent, au Québec, au Canada, en traversant les municipalités régionales de comté suivantes :
- MRC Les Basques : territoire non organisé (TNO) de Lac-Boisbouscache ;
- MRC de Rimouski-Neigette : municipalité de Saint-Eugène-de-Ladrière.

Cette rivière se déverse sur la rive gauche de la petite rivière Rimouski laquelle coule vers le nord-est jusqu'à la rive ouest de la rivière Rimouski ; cette dernière coule vers le nord jusqu'à la rive sud du fleuve Saint-Laurent où elle se déverse au cœur de la ville de Rimouski.

## Géographie
La rivière Plate prend au lac Éric, dans le TNO de Lac-Boisbouscache dans la MRC Les Basques, dans les monts Notre-Dame. Cette source est située dans un pli appalachien qui est la prolongation vers le nord-est de la vallée du lac Plat.
À partir de sa source, la rivière Plate coule sur environ 32 km.

## Toponymie
Le toponyme « rivière Plate » a été officialisé le 5 décembre 1968 à la Commission de toponymie du Québec.